# 17681 Tweedledum
17681 Tweedledum è un asteroide della fascia principale. Scoperto nel 1997, presenta un'orbita caratterizzata da un semiasse maggiore pari a 1,8253306 au e da un'eccentricità di 0,0297584, inclinata di 24,37598° rispetto all'eclittica.
L'asteroide è dedicato all'omonimo personaggio de Le avventure di Alice nel Paese delle Meraviglie; al suo gemello, Tweedledee, è dedicato l'asteroide 9387 Tweedledee, anch'esso appartenente al gruppo Hungaria.